# (2464) Nordenskiöld
(2464) Nordenskiöld es un asteroide perteneciente al cinturón de asteroides, descubierto el 19 de enero de 1939 por Yrjö Väisälä desde el Observatorio de Iso-Heikkilä, en Turku, Finlandia.

## Designación y nombre
Designado provisionalmente como 1939 BF. Fue nombrado Nordenskiöld en honor al explorador sueco Adolf Erik Nordenskjöld.